# Ordre de San Raimundo de Peñafort
 (décembre 2022).
Si vous disposez d'ouvrages ou d'articles de référence ou si vous connaissez des sites web de qualité traitant du thème abordé ici, merci de compléter l'article en donnant les références utiles à sa vérifiabilité et en les liant à la section « Notes et références ».
L'ordre de la Croix de Saint Raymond de Peñafort (en espagnol : Orden de la Cruz de San Raimundo de Peñafort) est un ordre civil de mérite espagnol. 
Créé le 23 janvier 1944, ses cinq classes récompensent les services et les contributions au développement et au perfectionnement du droit et de la jurisprudence. Les trois médailles de l'ordre récompensent les années de service sans tache au sein des professions juridiques et administratives relevant de la compétence du ministère de la Justice. L'ordre porte le nom de saint Raymond de Peñafort, le saint patron des avocats.